# Света Параскева (Суха баня)
Вижте пояснителната страница за други значения на Света Параскева.
„Света Параскева“ (на гръцки: Αγίας Παρασκευής) е възрожденска православна църква в сярското село Суха баня, Егейска Македония, Гърция. Част е от Сярската и Нигритска епархия на Цариградската патриаршия. Църквата е енорийски храм на селото.
Църквата е гробищен храм, разположен в южния край на селото. Построена е в 1894 година според надписа в нея. Тъй като няма запазени документи за освещаване, храмът е осветен на 9 октомври 2009 година. В архитектурно отношение е сводеста трикорабна базилика.